# Souhvězdí Kružítka
Kružítko je souhvězdí na jižní obloze, v Evropě nepozorovatelné.

## Významné hvězdy
| Hvězda | Jméno | Hvězdná velikost |
| ------ | ----- | ---------------- |
| α Cir  | α Cir | 3,2m             |
| β Cir  | β Cir | 4,07m            |
| γ Cir  | γ Cir | 4,48m            |